# Rudgea crassiloba
Rudgea crassiloba är en måreväxtart som först beskrevs av George Bentham, och fick sitt nu gällande namn av Benjamin Lincoln Robinson. Rudgea crassiloba ingår i släktet Rudgea och familjen måreväxter. Inga underarter finns listade i Catalogue of Life.